# Ger Thijs
Ger Thijs (Waubach, 15 mei 1948 – Amsterdam, 6 februari 2023) was een Nederlands acteur, regisseur, vertaler en toneelschrijver.

## Biografie
Thijs ging naar school in Heerlen en studeerde psychologie in Amsterdam; een studie die hij niet afmaakte, omdat hij koos voor een opleiding aan de toneelacademie Maastricht. Ook die opleiding werd niet voltooid, want Elise Hoomans vroeg hem na twee jaar bij toneelgroep Theater te komen, waar hij op 27 september 1970 debuteerde in "Kijk maar, er staat niet wat er staat" (Raymond Queneau). Sindsdien werkte hij als acteur, regisseur, vertaler, bewerker en toneelschrijver. Hij was een tijd artistiek leider van het Nationale toneel. Hij maakte toneelstukken van romans van Louis Couperus (Eline Vere), Multatuli, F. Bordewijk en Frederik van Eeden (Van de koele meren des doods), en bewerkte en regisseerde klassieke toneelstukken, zoals Woyzeck.
Enkele van zijn eigen toneelstukken: De Grote Liefde, Beneden de rivieren, Het licht in de ogen en De Kus, waarvan de laatste 3 genomineerd werden voor de Toneelpublieksprijs.
Daarnaast schreef Ger Thijs romans en was hij als columnist verbonden aan de Volkskrant. Enkele van zijn romans zijn: Onbekende uit de Seine, Het Konijnenmaal, Een Sterke Afgang en Amazone.
Thijs was al geruime tijd ziek. Op 6 februari 2023 overleed hij op 74-jarige leeftijd aan de ziekte van Parkinson.
- Digitale Bibliotheek voor de Nederlandse Letteren: thij002
- Gemeinsame Normdatei: 1035209861
- International Standard Name Identifier: 0000 0000 3389 0565
- Library of Congress Control Number: n2002042493
- Nationale Bibliotheek van Tsjechië: xx0256931
- Nederlandse Thesaurus van Auteursnamen: 069510989
- Système universitaire de documentation: 12858596X
- Virtual International Authority File: 266768635
- WorldCat: E39PBJqk6cCqGb4xm736cg6Frq